# Viola zoysii
Viola zoysii är en violväxtart som beskrevs av Wulf.. Viola zoysii ingår i släktet violer, och familjen violväxter. Inga underarter finns listade i Catalogue of Life.